# Rue de l'Arbre-Vert
La rue de l'Arbre-Vert (en alsacien : Am Griene Baum) est une voie de Strasbourg rattachée administrativement au quartier Gare - Kléber, qui va de la rue des Tonneliers à la rue de l'Épine. 

## Histoire et toponymie

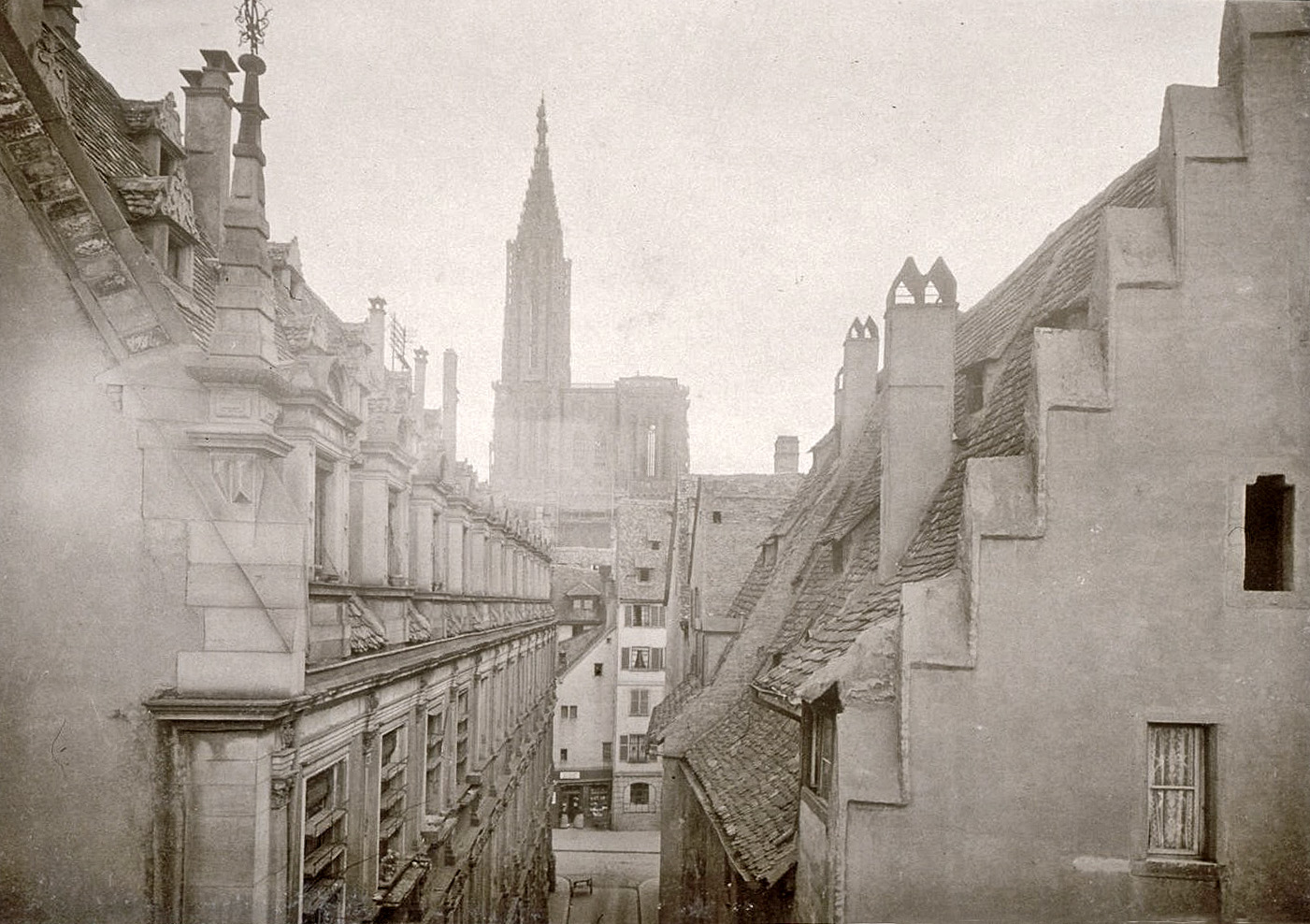
Perspective vers la rue des Tonneliers et la cathédrale. À gauche, la Chambre de commerce ; à droite, le pignon à redents et les cheminées de la maison d'angle.

Elle connaît plusieurs dénominations successives, en allemand ou en français :  Kemenatgesselin (1313), Kemmetgesselin (1490), Kamelthiergässel (XVIe siècle), Kamehlgässlein (1580), Kemmelgässel (1680), Kameelgässel (1740), Baumgässel (1753), Kameel oder Baumgässel (1779), rue de l'Arbre (1786, 1792), rue de l'Arbre Vert (1817), place de l'Arbre Vert (1833), ruelle de l'Arbre Vert (1856), Grünenbaumgässchen (1872), Grünenbaumgasse (1890), rue de l'Arbre Vert (1918, 1945).
Dans un premier temps les appellations sont dérivées de Kemenat qui signifie « cheminée », en référence au nom de la demeure de la famille Rothenbourg, située à l'actuel no 12,. Après plusieurs altérations, Kemenatgesselin devient Kameelgässel (c'est-à-dire « ruelle du Chameau »). La référence à un « arbre » apparaît au XVIIIe siècle, et celle d'« arbre vert » au XIXe, évocation possible de la maison Zur Eich (« Au Chêne) », mentionnée dès le XIVe siècle (voir no 6).

## Bâtiments remarquables
- no 2 : La façade à pignon en redents de l'immeuble d'angle donne dans la rue de l'Épine. Cette maison patricienne,  qui appartenait aux Rothenbourg, est mentionnée depuis 1266. Une datation par dendrochronologie suggère une reconstruction ou un remaniement en 1319[3]. Selon Adolphe Seyboth, la demeure doit probablement son nom, Zur Kemenaten (« À la Cheminée »), « à la haute cheminée en saillie sur l'un de ses flancs, et que l'on voit encore aujourd'hui[4] », voire à plusieurs cheminées extérieures visibles sur les élévations, selon d'autres sources[3].
- no 6 : La maison qui se trouvait à cet endroit – à l'angle avec l'actuel no 29 de la rue des Tonneliers – porte, du Moyen Âge au XVIIe siècle, le nom Zu der Eich (« Au Chêne »). Elle est renommée ultérieurement Zum grünen Baum (« À l'Arbre vert »). C'est à elle que la rue doit son nom. 
L'immeuble est remanié en 1768[5] pour Joseph Antoine Mainoni, commerçant d'origine italienne qui sera nommé général de brigade par Bonaparte pendant la campagne d'Italie[6]. Dans cette rue étroite, l'édifice se distingue par son portail, caractéristique du rococo strasbourgeois. Il est surmonté d'une imposte ovale munie d'une grille, où s'inscrivent les initiales du propriétaire, « G. A. M. » (Giuseppe Antonio Mainoni[6]).
Depuis les travaux d'extension du Neue Bau pour le compte de la Chambre de commerce et d'industrie en 1867[3], le no 6 fait face à l'aile sud, nouvellement ajoutée au bâtiment historique de la place Gutenberg.

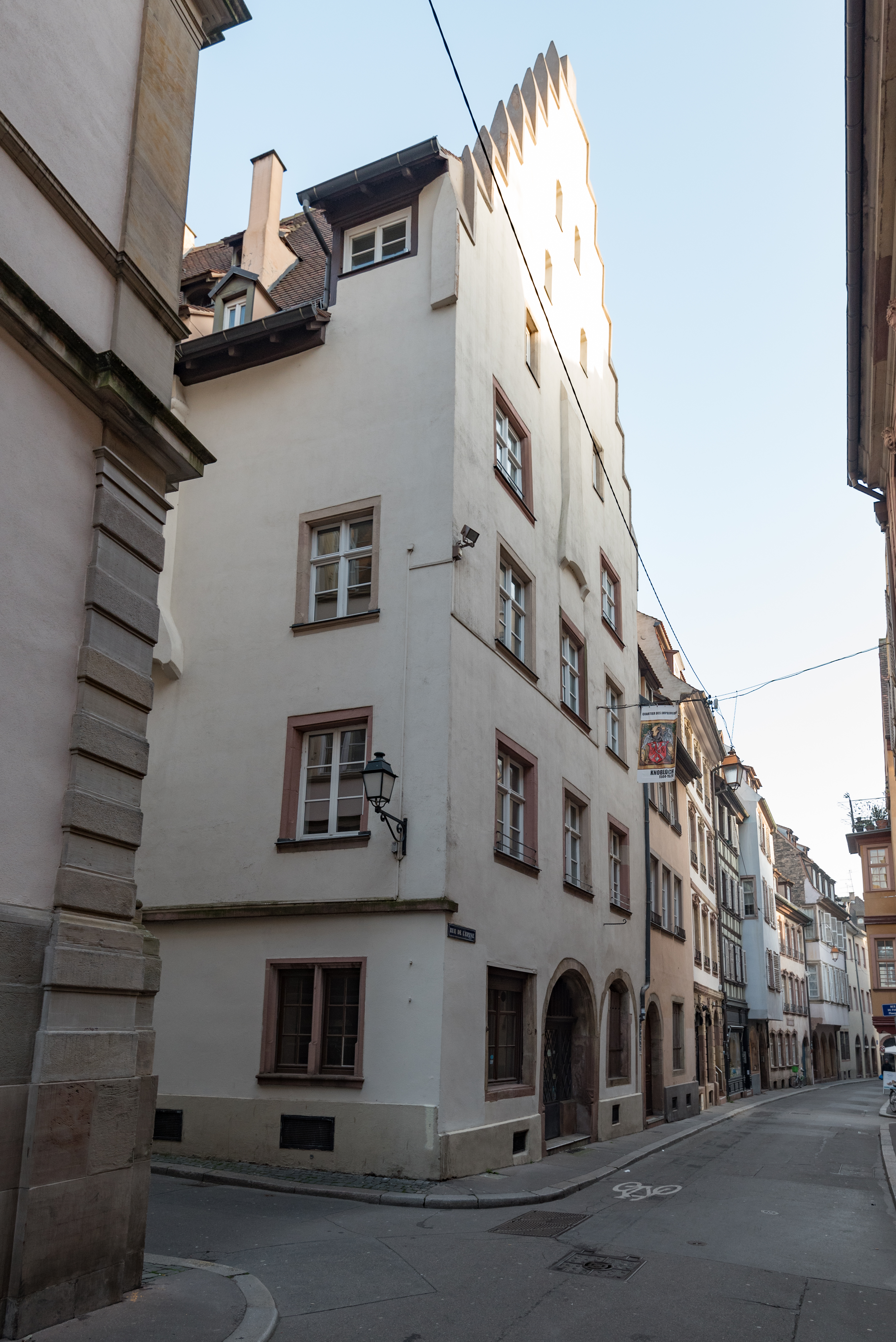
Le no 2, à l'angle de la rue de l'Épine.
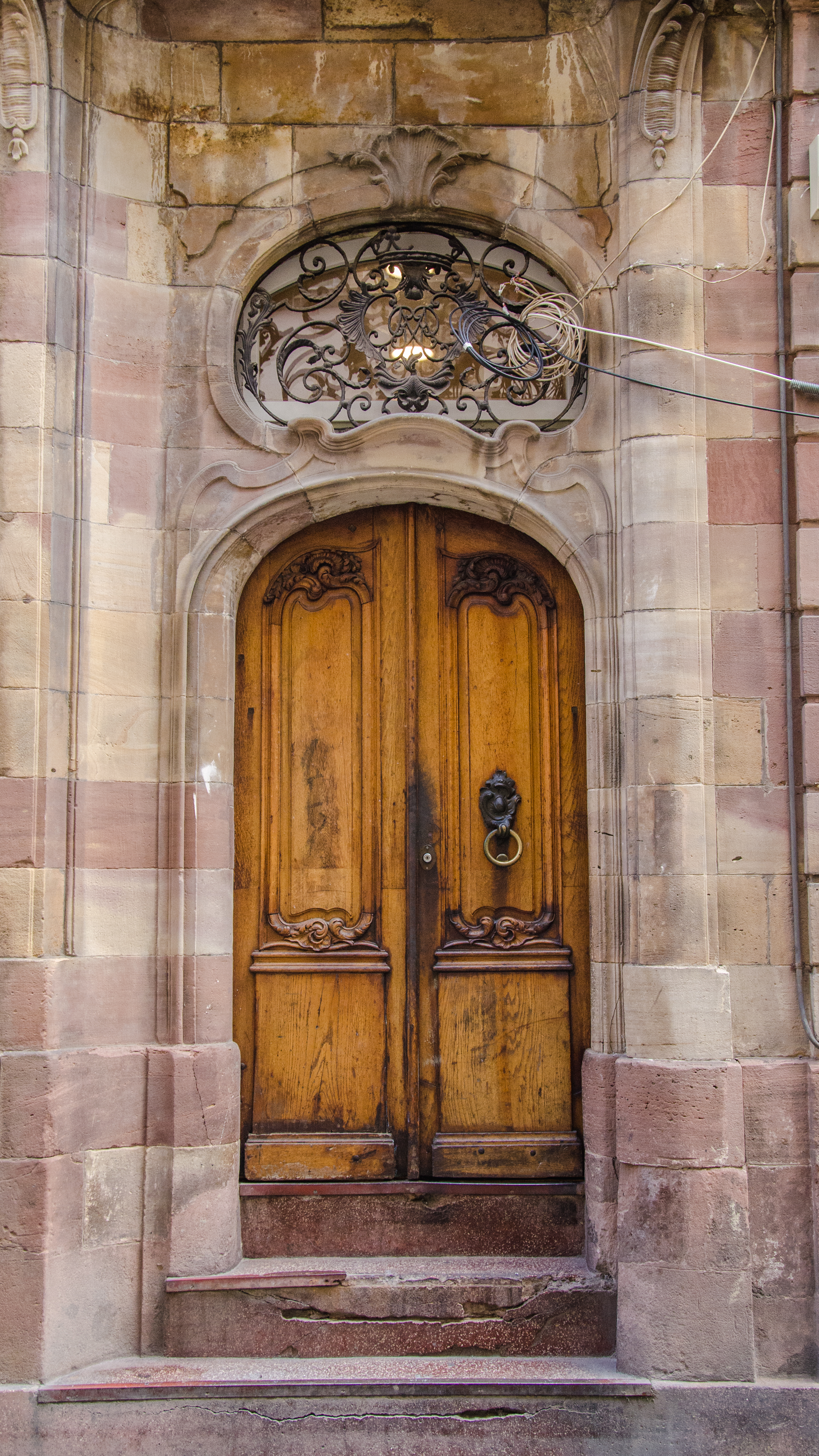
Porte rococo du no 6.
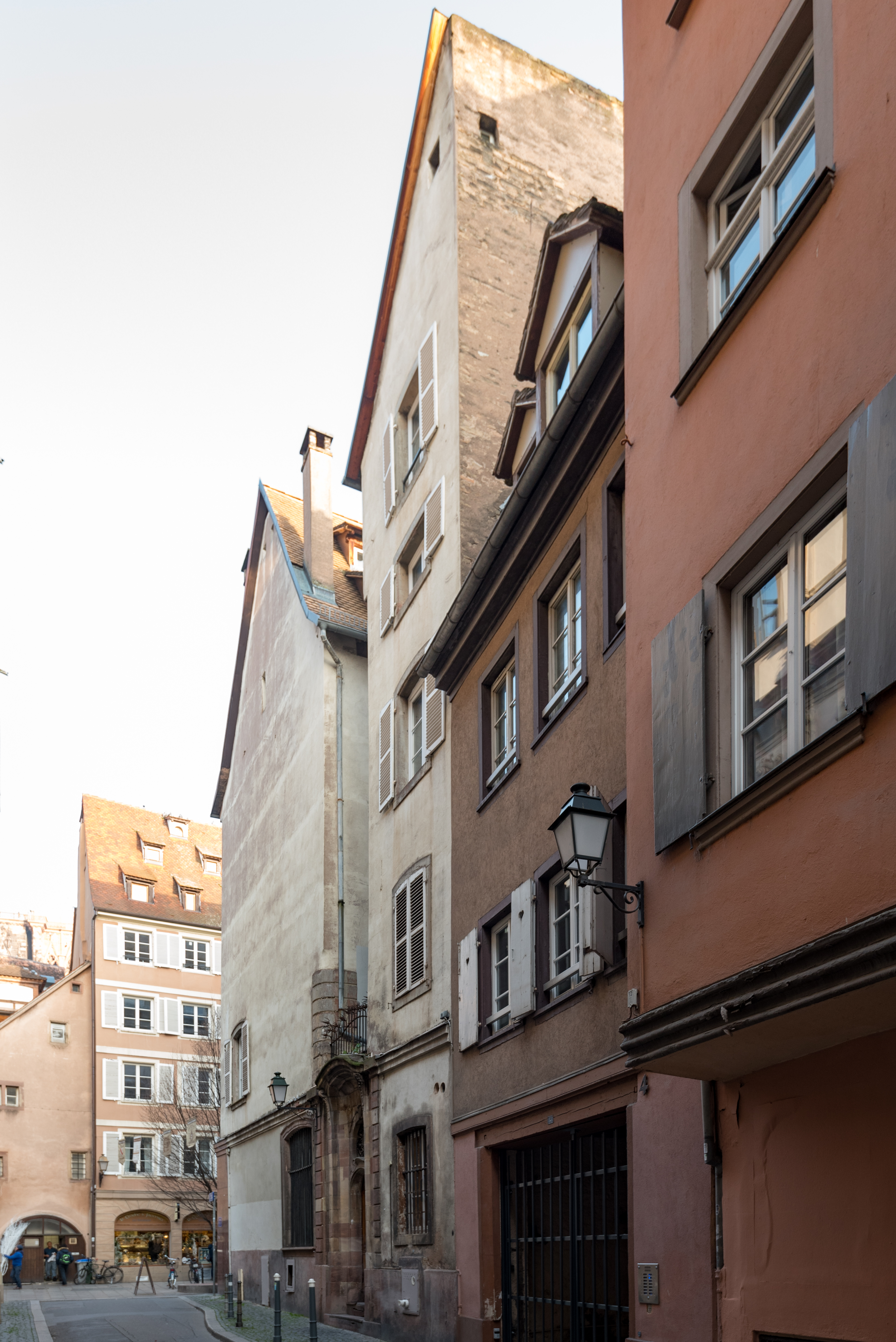
Au bout de la rue des Tonneliers, l'angle du no 6.
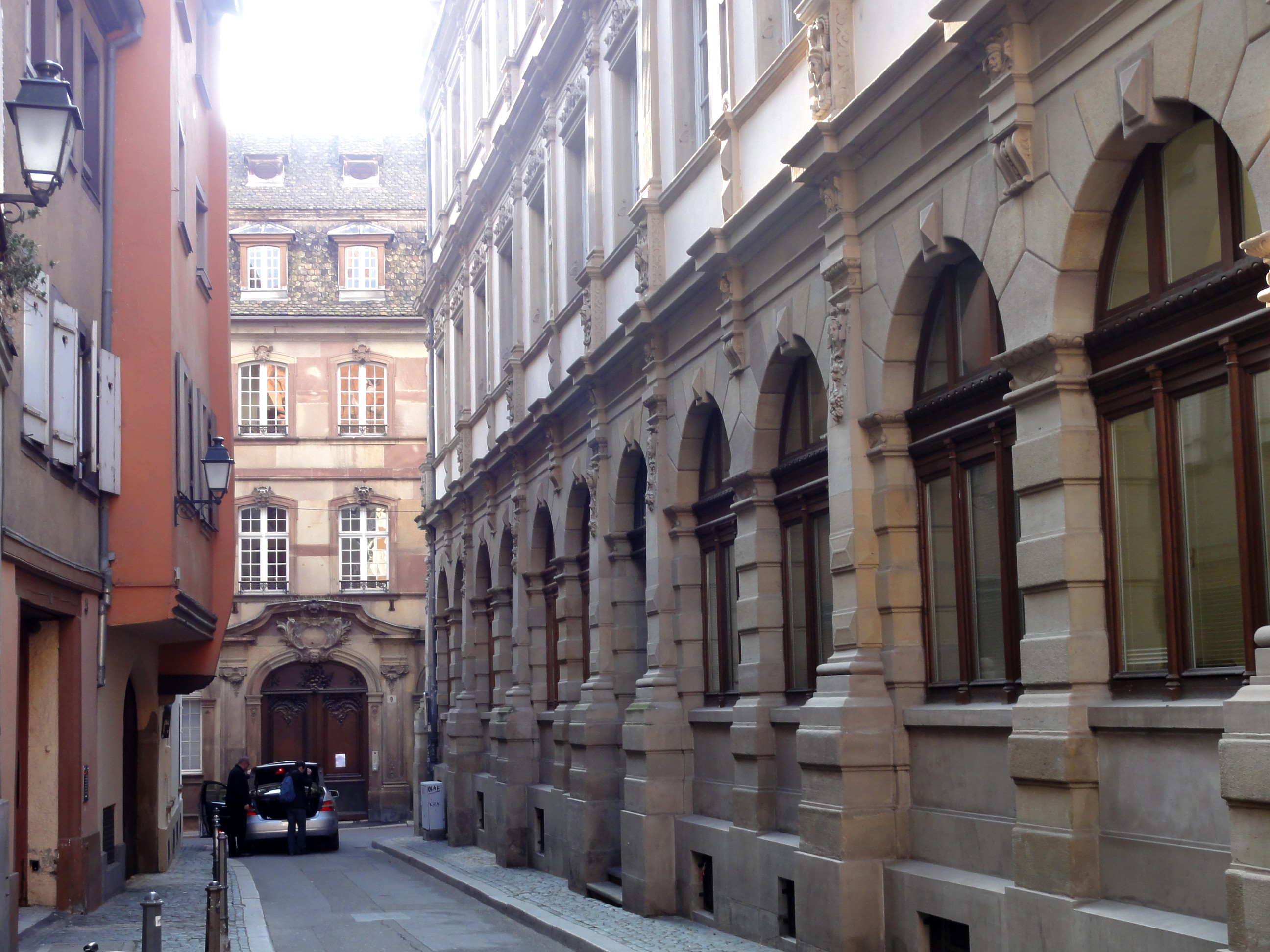
Perspective vers la rue de l'Épine. À droite, l'aile sud de la Chambre de commerce et d'industrie.